# فتحي المليجي
الشيخ فتحي المليجي (5 سبتمبر 1943 - 5 فبراير 2009) قارئ قرآن في الاذاعة والتليفزيون مصري ويعد أحد أعلام هذا المجال البارزين، من مواليد قرية الحِبش، مركز الإبراهيمية، محافظة الشرقية.
له ثلاثة أبناء : اللواء أركان حسن فتحي المليجي مساعد قائد المنطقة المركزية العسكرية 
المهندس محمد فتحي المليجي
السيدة فاطمة فتحي المليجي
وأحفاده : أحمد حسن المليجي وعلي حسن المليجي وغيرهم